# Estudiantes Handball Club Tournai
Estudiantes Handball Club Tournai (kortweg EHC Tournai) is een Belgische handbalvereniging.  

## Geschiedenis
De vereniging werd in 1974 opgericht.

## Bekende (oud-)spelers
- Patrick Chantry
- Dominique Dogot
- Michel Quesnoy
- Philippe Dehosté
- Pierre-Yves Proot
- Stéphane Vancauwenberghe
- Germain Grenez
- Gaëtan Ndongmo
- Jens Lievens
- Gert-Jan Mathijs
- Ruben Mathijs